# Kishunpur
Kishunpur (hindi किशुनपुर) – miasto w północnych Indiach w stanie Uttar Pradesh, na Nizinie Hindustańskiej.
Populacja miasta w 2001 roku wynosiła 5943 mieszkańców.